# Капитанская дочка (опера Кюи)
«Капитанская дочка» ― опера в четырёх действиях русского композитора Цезаря Кюи, написанная в 1907―1909 годах по собственному либретто, которое является адаптацией одноимённой повести Александра Пушкина.

## Постановки
Премьера оперы состоялась 14 февраля 1911 года в Мариинском театре в Санкт-Петербурге под управлением Эдуарда Направника. Московская премьера состоялась 17 сентября 1914 года в Театре Солодовникова с оперной труппой С. И. Зимина. 

## Персонажи
- Императрица Екатерина Великая: меццо-сопрано
- Андрей Петрович Гринёв, майор в отставке: бас
- Авдотья Васильевна [Гринёва], его жена: сопрано
- Пётр Андреевич, их сын: тенор
- Савельич, слуга: баритон
- Дорофей, владелец гостиницы: тенор
- Потап, казак: бас
- Пугачёв: баритон
- Иван Кузьмич Миронов, комендант Белгородской крепости: бас
- Василиса Егоровна [Миронова], его жена: контральто
- Маша, их дочь: сопрано
- Алексей Иванович Швабрин, прапорщик: баритон
- Иван Игнатьевич Жарков, лейтенант: тенор
- Максимыч, сержант: тенор
- Капрал: бас
- Чумаков: тенор
- Гарнизонные солдаты, жители, повстанцы, придворные: хор

Действие происходит в России в 1775 году во время восстания Пугачёва. 

## Сюжет

### Акт I
Сцена 1. Дом Гринёвых. Отец решает отправить своего семнадцатилетнего сына Петра в армию; семья прощается с ним, когда он уходит с Савельичем. Оркестровая интерлюдия представляет их путешествие, во время которого они попадают в метель и спасаются благодаря страннику.
Сцена 2. Прибыв в гостиницу, они устраиваются на ночлег. Странник и трактирщик разговаривают на особом языке. Все ложатся спать. Петру снится сон, в котором его отец лежит на кровати, а его мать и слуги вокруг. Пётр подходит к сцене и обнаруживает, что мужчина в постели не его отец, а странник, который пытается благословить его, а затем машет топором во все стороны, вызывая суматоху. Сон заканчивается после того, как кричит петух и наступает рассвет. Гости готовятся к путешествию снова. Петр отдаёт свой тулуп страннику, чтобы тот согрелся. Трое уходят. 

### Акт II
Сцена 3. Белогорская крепость, площадь и крыльцо комендантского дома. Жарков помогает Мироновой наматывать пряжу, мимо проходит группа солдат-инвалидов. Петр, который уже поселился в крепости, читает Швабрину любовное стихотворение, которое он написал для возлюбленной. Это приводит к спору между ними о Маше; они соглашаются на дуэль и уходят в другое место, чтобы позаботиться об этом. Инвалиды маршируют еще раз. Савельич, увидевший дуэль, пробуждает жителей. Петра доставляют на носилках без сознания в дом Миронова. 
Сцена 4. Комната в доме коменданта. Пётр спит, идёт на поправку. Маша поёт ему. Он пробуждается и предлагает жениться на ней, но она обеспокоена тем, примет ли её его семья; он уверяет её, что всё будет хорошо. Савельич входит с письмом Гринева, в котором Петру отказывают в разрешении жениться на Маше. Она не может выйти замуж без согласия родителей Петра. Пётр клянется убедить своего отца. 
Миронов входит, читает вслух письмо генерала. Пугачёв разграбил несколько крепостей и должен быть схвачен. Миронова рассказывает о захвате ещё одной крепости. Миронов решает, что Машу нужно отправить в безопасное место. Миронова, Жарков, Пётр, Швабрин и Миронов дают клятву сражаться до конца. 

### Акт III

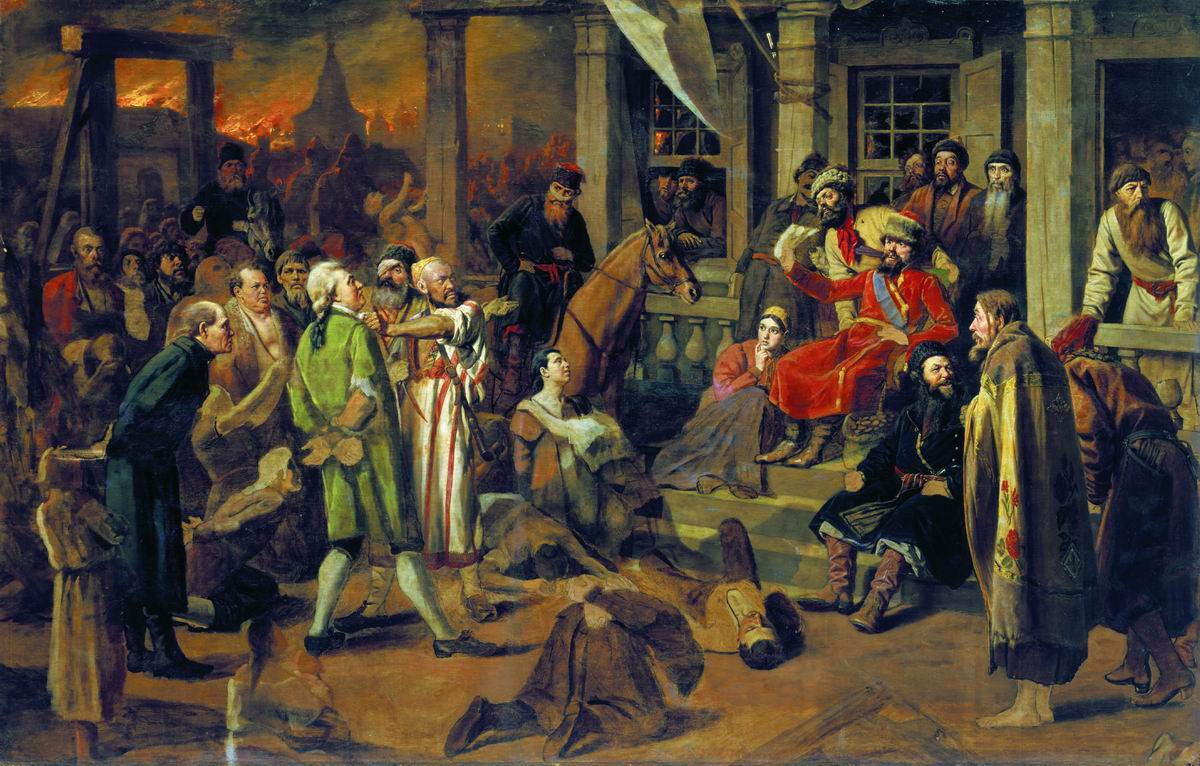
Суд Пугачёва (1879). Картина Василия Перова

Сцена 5. Белогорская крепость (такая же обстановка, как и в сцене 3). В крепости ведутся приготовления к отражению атаки. Миронов прощается с супругой. Повстанцы нападают на крепость и захватывают её. Пугачев выходит на сцену. Миронова и Жаркова казнят путём повешения (за сценой). Пугачёв, тем не менее, узнает Петра и щадит его. Хотя люди умоляют его, Пётр отказывается целовать руку Пугачева. На сцену вбегает Миронова, оплакивающая мужа. Её забирают, чтобы убить. 
Пугачёв приветствует Петра. Мужчины и женщины танцуют, а Чумаков напевает песню. Пугачёва и Петра оставляют вдвоём. Выясняется, что Пугачёв был тем странником, которому Пётр дал свой тулуп. Однако Пётр отказывается перейти на его сторону. Пугачёв остаётся один, задумываясь о своей судьбе, пока Чумаков кончает свою песню. 
Сцена 6. Комната в доме коменданта (такая же, как в сцене 4). Маша, запертая в комнате, теперь сирота. Швабрин входит внутрь и просит её выйти за него замуж. Она отказывается, и он выходит, но за пределами комнаты он сталкивается с Пугачёвым и Петром. Он выдумывает, что её там держат, потому что она больна, и что они женаты. Маша раскрывает правду. Пугачёв освобождает Машу. Пётр по-прежнему не может изменить присяге, однако так или иначе благодарен Пугачёву. Он просит Пугачёва отпустить его и Машу. Пугачёв соглашается, говорит Швабрину, чтобы тот пропустил их. Оставшись вдвоём, влюбленные обсуждают свои планы. Пётр отвозит Машу в дом своих родителей. Для отца Петра будет честью иметь в своём доме дочь храброго капитана Миронова.

### Акт IV
Сцена 7. Дом Гринёвых (такая же обстановка, что и в сцене 1). Маша живёт там же, но Пётр арестован. Она объясняет Гриневым, что он попал в беду только потому, что пытался защитить ее. Она отправится в Царское Село, чтобы попытаться отстоять его перед судом. Родители Петра благословляют её. 
Сцена 8. Зал в Императорском дворце в Санкт-Петербурге. Придворные поют хвалу императрице. Она входит в зал и объявляет, что Пугачёв был схвачен. Маша и семья Гринёвых входят. Императрица исполняет просьбу Маши, помиловав Петра, и благословляет их супружескую жизнь, а придворные продолжают восхвалять императрицу. 